# Бакалдінське
Бака́лдінське (рос. Бакалдинское, башк. Баҡалды) — село у складі Архангельського району Башкортостану, Росія. Адміністративний центр Бакалдінської сільської ради.
Населення — 621 особа (2010; 670 в 2002).
Національний склад:
- башкири — 54 %
- росіяни — 31 %